# Eucalyptus aenea
Eucalyptus aenea är en myrtenväxtart som beskrevs av Kenneth D. Hill. Eucalyptus aenea ingår i släktet Eucalyptus och familjen myrtenväxter. Inga underarter finns listade i Catalogue of Life.